# Manuel Troncoso
Manuel Troncoso (* 21. September 1927 in Santo Domingo; † 17. September 2012) war ein dominikanischer Komponist.

## Leben
Troncoso promovierte in Rechtswissenschaften an der Universidad Autónoma de Santo Domingo und arbeitete als Rechtsanwalt in Santo Domingo. Als Komponist wurde er mit Songs wie Lo imposible, Cuando te sientas feliz, Tiene que ser, Esas cosas, Tres veces te amo, Parejera, Honor a la verdad, Siempre tú, Maniquí, No juegues con el amor, Sígueme und Canta mundo bekannt. Seine Lieder wurden von Luchy Vicioso, Cecilia García, Maridalia Hernández, Expedi Pou, den Los Solmeños, Blanca Rosa Gil, Lope Balaguer, Johnny Ventura, Olga Guillot, Plácido Domingo, Francis Santana, Tito Rodríguez, Antonio Machín, Joseíto Mateo, Rhina Ramírez, Fernando Casado und anderen Sängerinnen und Sängern interpretiert und aufgenommen.
Troncoso war ein Enkel des Präsidenten der Dominikanischen Republik Manuel de Jesús Troncoso.